# Festival du film et forum international sur les droits humains de Genève
Le Festival du film et forum international sur les droits humains (FIFDH) est l'un des événements les plus importants consacrés au cinéma et aux droits humains. Véritable plateforme consacrée au cinéma engagé, le FIFDH se tient chaque année au mois de mars au coeur de Genève, la capitale des droits humains, en parallèle avec la session principale du Conseil des droits de l'homme de l'ONU. Durant 10 jours, le Festival propose des films suivis de débats qui abordent et dénoncent des violations contre les droits humains partout où elles se produisent. Activistes, ONG, professeur·es, diplomates, artistes, militant·es, journalistes et grand public sont invité·es à se rassembler et confronter leurs points de vue dans ce lieu unique. Les débats sont retransmis en direct sur fifdh.org.
Ont participé aux débats : les Prix Nobel Shirin Ebadi, Joseph Stiglitz, Tawakkol Karman et le Dr. Denis Mukwege. Les Haut·es Commissaires Michelle Bachelet et Zeid Ra’ad al Hussein. Les activistes Angela Davis et Nathan Law. Les lanceur·euses d’alerte Chelsea Manning et Edward Snowden. Les auteur·trices Chimamanda Ngozi Adichie, Arundathi Roy, Roberto Saviano, Alice Zeniter, Leïla Slimani et Philippe Sands. Les artistes Ai Weiwei et JR. Les diplomates et politiciennes Svetlana Tikhanovskaïa et Leïla Shahid, mais aussi Edgar Morin et Stéphane Hessel, aux côtés de nombreux·euses activistes et acteur·trices de terrain.
« Le FIFDH offre un espace unique pour observer le monde, débattre, mais surtout s’engager pour que ce monde change. »- Barbara Hendricks, marraine du FIFDH 
Créé par Léo Kaneman et co-fondé avec Yäel Reinharz Hazan, Pierre Hazan et Isabelle Gattiker, en novembre 2002, la première édition du Festival s'est tenue en mars 2003.

## Un festival de cinéma
Avec son concept Un film, un sujet, un débat, le FIFDH propose des films suivis de débats qui abordent et dénoncent des violations contre les droits humains. Deux compétitions de longs métrages — fiction et documentaire — proposent une sélection de films suisses et internationaux, en présence des cinéastes et protagonistes. En montrant le meilleur de la production cinématographique internationale politique et engagée, le Festival cherche à bousculer les consciences, et à susciter de nouvelles idées et engagements afin de conduire à un changement social.
Les plus grands noms du cinéma international sont venus au Festival, notamment Angelina Jolie, Forest Whitaker, Gael García Bernal, Rithy Panh, Raoul Peck, Juliette Binoche, Reda Kateb, Hanna Polak, Aïssa Maïga, Abderrahmane Sissako et Nabil Ayouch.

## Un forum international sur les droits humains
Le Festival informe et dénonce les violations des droits civils, politiques, économiques, sociaux et culturels partout où elles se produisent. Le FIFDH propose des débats, des projections inédites et des actions de solidarité.
Chaque année près de 40’000 festivalier·ières dans 80 lieux du Grand Genève participent au Festival : au centre de la ville, mais aussi à l’ONU, dans des musées, des théâtres, des foyers pour personnes migrantes, à l’hôpital ainsi que dans des milieux carcéraux. Les invité·es du Festival participent également à ces séances pour offrir à toutes et tous un Festival inclusif.
L'édition 2021 est consacrée à la journaliste turkmène Soltan Achilova.

## Impact Days: un laboratoire unique pour le cinéma engagé
Au cœur de la Genève internationale, le FIFDH bénéficie d’une position unique, qu’il met au service des activistes et des cinéastes. Le Festival propose ainsi depuis 2019 un programme professionnel, les Impact Days, et permet la rencontre entre réalisateur·trices, producteur·trices, ONG et fondations pour développer des synergies et mener des campagnes d’impact autour de films. 

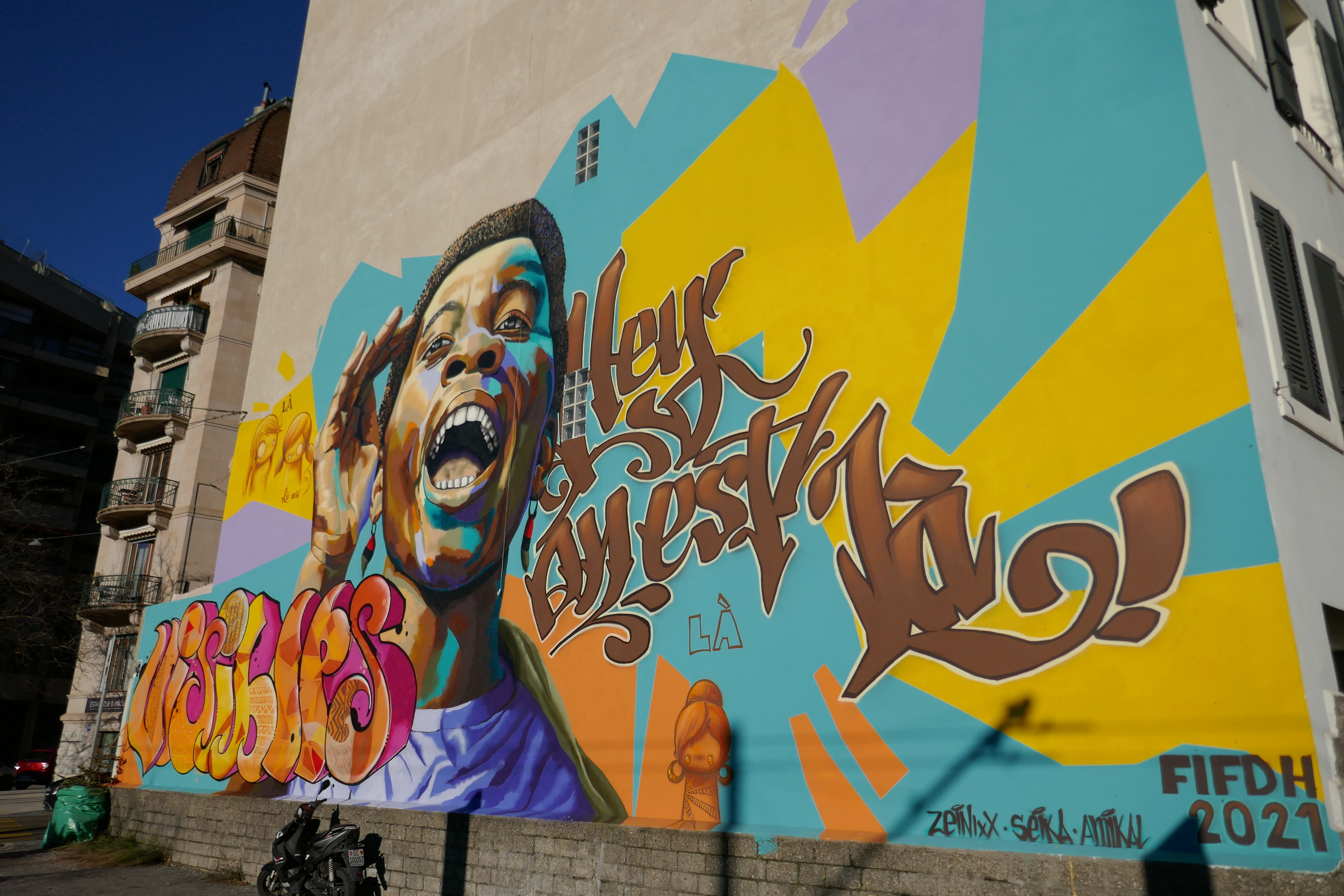
Peinture murale, rue Lombard, 2021.

Nous sommes habitués à plaider auprès des autorités avec du vocabulaire technique. Le film, lui, est plus accessible au grand public. - Marie Salphati, représentante de la FIACAT auprès des Nations Unies.
Véritable trait d’union entre les réalisateur·trices et la Genève Internationale, le programme attire chaque année plus de 900 personnes de 70 pays. Les Impact Days offrent également l’opportunité à des projets documentaires suisses et internationaux – abordant des thématiques urgentes et d’actualité – de bénéficier d’un programme de formation et d’accompagnement sur plusieurs semaines : l’Impact Lab. 

## Compétition, prix et jury
Le Jury international du Festival remet plusieurs prix : le Grand Prix de Genève offert par la Ville et l'État de Genève et le Prix Gilda Vieira de Mello, en hommage à son fils Sergio Vieria de Mello, offert par la Fondation Barbara Hendricks pour la Paix et la Réconciliation. L’OMCT remet le Prix de l’Organisation Mondiale Contre la Torture (OMCT).
La Fondation Hélène et Victor Barbour donne le Prix pour la compétition Fiction. La fondation Eduki et les PBI (Peace Brigades International) remettent deux Prix du Jury des Jeunes.
Des Prix spéciaux sont également décernés dans les hôpitaux de jour et les prisons.